# Lijst van rijksmonumenten in Heinkenszand
De plaats Heinkenszand telt 24 inschrijvingen in het rijksmonumentenregister. Hieronder een overzicht.
| Object | Oorspronkelijke functie?  | Bouwjaar                                                                                   | Architect      | Locatie                  | Coördinaten?                  | Nr.?   | Afbeelding                                                                                                |
| --- | ------------------------- | ------------------------------------------------------------------------------------------ | -------------- | ------------------------ | ----------------------------- | ------ | --- |
| Woonhuis op rechthoekige plattegrond, één bouwlaag hoog met zadeldak, opgetrokken uit roodbruine baksteen | Woonhuis                  | ca. 1880                                                                                   |                | Heinkenszandseweg 44     | 51° 27' 43" NB, 3° 47' 42" OL | 509139 | Woonhuis op rechthoekige plattegrond, één bouwlaag hoog met zadeldak, opgetrokken uit roodbruine baksteen |
| Dwarsdeelschuur                                                                                           | Boerderij                 | ca. 1880                                                                                   |                | Heinkenszandseweg bij 44 | 51° 27' 42" NB, 3° 47' 41" OL | 509140 | Dwarsdeelschuur                                                                                           |
| Varkenshok                                                                                                | Boerderij                 | ca. 1880                                                                                   |                | Heinkenszandseweg bij 44 | 51° 27' 43" NB, 3° 47' 42" OL | 509141 | Varkenshok                                                                                                |
| Erfindeling met onder meer stenen toegangspalen met ijzeren hekwerk                                       | Boerderij                 | ca. 1880                                                                                   |                | Heinkenszandseweg 44     | 51° 27' 43" NB, 3° 47' 42" OL | 509142 | Meer afbeeldingen                                                                                         |
| Lourdesgrot                                                                                               | Klooster, kloosteronderdl | 1911                                                                                       |                | Kerkdreef bij 6          | 51° 28' 21" NB, 3° 49' 7" OL  | 509200 | Meer afbeeldingen                                                                                         |
| Pastorie                                                                                                  | Kerkelijke dienstwoning   | 1905                                                                                       | C.P.W. Dessing | Kerkdreef 4              | 51° 28' 21" NB, 3° 49' 6" OL  | 509201 | Pastorie                                                                                                  |
| Boerderij met woning en schuur aaneen, rond 1915 gebouwd in streek-eigen bouwtrant                        | Boerderij                 | 1925                                                                                       |                | Stenevate 9              | 51° 28' 24" NB, 3° 49' 17" OL | 509202 | Boerderij met woning en schuur aaneen, rond 1915 gebouwd in streek-eigen bouwtrant                        |
| Boerenhof met vrijstaand aan drie zijden gepleisterd woonhuis onder pannen zadeldak                       | Boerderij                 | 19e eeuw                                                                                   |                | Boerendijk 5             | 51° 28' 40" NB, 3° 47' 58" OL | 9983   | Meer afbeeldingen                                                                                         |
| De Hoop                                                                                                   | Industrie- en poldermolen | 1850 (bouw) 1960 (stelling, staart en schoren verwijderd) 1970 (onttakeld) 1982 (kap eraf) |                | Vijverstraat 6A          | 51° 28' 22" NB, 3° 48' 45" OL | 9984   | Meer afbeeldingen                                                                                         |
| Hervormde kerk                                                                                            | Kerk en kerkonderdeel     | 1844                                                                                       |                | Dorpsstraat 71           | 51° 28' 22" NB, 3° 48' 59" OL | 9985   | Meer afbeeldingen                                                                                         |
| Eenvoudig verdiepingloos dorpshuis                                                                        | Woonhuis                  | 18e-19e eeuw                                                                               |                | Dorpsstraat 141          | 51° 28' 14" NB, 3° 49' 12" OL | 9988   | Meer afbeeldingen                                                                                         |
| Sint Blasiushoeve                                                                                         | Boerderij                 | 18e eeuw                                                                                   |                | Dorpsstraat 183          | 51° 28' 4" NB, 3° 49' 17" OL  | 9989   | Sint Blasiushoeve                                                                                         |
| Hekpijlers aan de toegang tot de kerkdreef bakstenen hekpijlers met schilddragende leeuwen                | Erfscheiding              | ca. 1650                                                                                   |                | Hekpijlers Kerkdreef     | 51° 28' 22" NB, 3° 49' 8" OL  | 9990   | Hekpijlers aan de toegang tot de kerkdreef bakstenen hekpijlers met schilddragende leeuwen                |
| Sint-Blasiuskerk                                                                                          | Kerk en kerkonderdeel     | 1864-1866                                                                                  |                | Kerkdreef 6              | 51° 28' 21" NB, 3° 49' 6" OL  | 9991   | Sint-Blasiuskerk                                                                                          |
| Molenhof                                                                                                  | Boerderij                 | 17e eeuw                                                                                   |                | Stationsweg 5            | 51° 28' 29" NB, 3° 48' 37" OL | 9992   | Meer afbeeldingen                                                                                         |
| Boerderij                                                                                                 | Boerderij                 | 17e/18e/19e eeuw                                                                           |                | Stelleweg 1              | 51° 29' 12" NB, 3° 47' 49" OL | 9993   | Upload foto                                                                                               |
| De Vijf Gebroeders                                                                                        | Industrie- en poldermolen | 1852                                                                                       |                | Stationsweg 11           | 51° 28' 31" NB, 3° 48' 30" OL | 9994   | Meer afbeeldingen                                                                                         |
| Landlust: hoofdgebouw                                                                                     | Kasteel, buitenplaats     | 18e eeuw                                                                                   |                | Dorpsstraat 100          | 51° 28' 14" NB, 3° 49' 9" OL  | 513578 | Landlust: hoofdgebouw                                                                                     |
| Landlust: historische tuin- en parkaanleg                                                                 | Tuin, park en plantsoen   | 19e eeuw                                                                                   |                | Dorpsstraat bij 100      | 51° 28' 14" NB, 3° 49' 10" OL | 513580 | Upload foto                                                                                               |
| Landlust: boerenwoning                                                                                    | Bijgebouwen kastelen enz. | 18e eeuw                                                                                   |                | Dorpsstraat 102          | 51° 28' 14" NB, 3° 49' 9" OL  | 513581 | Meer afbeeldingen                                                                                         |
| Landlust: hekpijlers                                                                                      | Erfscheiding              | 1793                                                                                       |                | Dorpsstraat bij 100      | 51° 28' 14" NB, 3° 49' 10" OL | 513582 | Landlust: hekpijlers                                                                                      |
| Landlust: koetshuis                                                                                       | Bijgebouwen kastelen enz. | 19e eeuw                                                                                   |                | Eendvogelstraat 1A       | 51° 28' 13" NB, 3° 49' 4" OL  | 513583 | Landlust: koetshuis                                                                                       |
| Landlust: tuinsieraad                                                                                     | Tuin, park en plantsoen   | 1853 (inscriptie)                                                                          |                | Dorpsstraat bij 100      | 51° 28' 14" NB, 3° 49' 10" OL | 513584 | Upload foto                                                                                               |
| Landlust: schuur                                                                                          | Bijgebouwen kastelen enz. | 19e eeuw                                                                                   |                | Dorpsstraat bij 100      | 51° 28' 14" NB, 3° 49' 9" OL  | 529216 | Upload foto                                                                                               |